# Tordelrábano
Tordelrábano – gmina w Hiszpanii, w prowincji Guadalajara, w Kastylii-La Mancha, o powierzchni 11,62 km². W 2011 roku gmina liczyła 16 mieszkańców.